# Tossal Llong
El Tossal Llong és una muntanya del terme municipal de Tremp, dins de l'antic terme de Sapeira. Està situat al sector ribagorçà del terme, en una carena que separa el barranc d'Espills del barranc dels Cubilassos, afluent de l'anterior. És al nord-est de Tercui i al sud-est de la Ribereta.